# Kelly Slater's Pro Surfer
Kelly Slater's Pro Surfer est un jeu vidéo de sport (surf) édité par Activision, sorti en 2002 sur PlayStation 2, Xbox, GameCube, Windows et Game Boy Advance.

## Système de jeu
Le joueur peut incarner les surfeurs professionnels suivants :
- Lisa Andersen
- Tom Carroll
- Tom Curren
- Nathan Fletcher
- Donavon Frankenreiter
- Bruce Irons
- Rob Machado
- Kalani Robb
- Kelly Slater

Deux personnages cachés sont également jouables : le coureur de moto-cross Travis Pastrana et le skateboarder Tony Hawk.

## Accueil
- Jeux vidéo Magazine : 15/20[1]